# آتسوکی ساتسوکاوا
آتسوکی ساتسوکاوا (ژاپنی: 薩川 淳貴؛ زادهٔ ۱۲ اوت ۱۹۹۷) یک بازیکن فوتبال اهل ژاپن است.
از باشگاه‌هایی که در آن بازی کرده‌است می‌توان به باشگاه فوتبال کاماتامار سان‌اوکی اشاره کرد.